# Jezioro Głuszyńskie
Jezioro Głuszyńskie – jezioro położone na wschód od jeziora Gopło, niedaleko Radziejowa na Pojezierzu Kujawskim w województwie kujawsko-pomorskim. Przez jezioro Głuszyńskie przepływa rzeka Zgłowiączka. Jezioro ma 3 duże zatoki, silnie rozwiniętą linię brzegową i rozległą taflę wody. Jezioro administracyjnie przynależy do trzech gmin tj. Topólka, Bytoń i Piotrków Kujawski.
Jest to jezioro rynnowe, pochodzenia polodowcowego, o południkowym przebiegu. Jezioro jest objęte strefą ochrony akustycznej oraz strefą chronionego krajobrazu "Jezioro Głuszyńskie" od 16 czerwca 1983 roku. Wokół jeziora w latach 90. XX w. szybko zaczęły powstać działki rekreacyjne (głównie w gminie Topólka).

## Morfometria
Według danych Instytutu Rybactwa Śródlądowego powierzchnia zwierciadła wody jeziora wynosi 608,5 ha. Średnia głębokość zbiornika wodnego to 9,2 m, a maksymalna – 36,5 m. Objętość jeziora wynosi 56 002,9 tys. m³. Maksymalna długość jeziora to 9850 m, a szerokość 2300 m. Długość linii brzegowej wynosi 28820 m. Lustro wody znajduje się na wysokości 79,5 m n.p.m.

## Fauna
W jeziorze występuje wiele gatunków ryb. Do najbardziej powszechnych należą: ukleja, okoń, płoć, wzdręga, leszcz oraz krąp. Ryby te są najczęstszym łupem licznych wędkarzy łowiących nad tym jeziorem. W mniejszych ilościach w jeziorze występują: szczupaki, sielawy, sandacze, węgorze oraz liny. Sporadycznie łapane są: sumy, sieje, tołpygi, miętus pospolity. Ponadto występują ryby niemające "wartości wędkarskich" należą do nich:
kiełb, jazgarz, słonecznica, różanka, ciernik. Dostatek ryb sprawia, że jezioro jest domem dla wielu ptaków. Często natknąć się można na mewy, kaczki i gęsi.

## Flora
Brzegi w wielu miejscach porasta gęsta trzcina, a także pałka wodna. W kilku miejscach jeziora występuje Grzybień biały potocznie zwany lilią wodną oraz liczniejszy i bardziej pospolity grążel żółty. Dno jeziora w wielu miejscach pokrywa warstwa kamieni i piasku. Miejscami można spotkać rośliny z rodzaju Rdestnic tworzących podwodny las, który jest domem dla wielu gatunków ryb. W płytkich zatokach, o niedużym nasłonecznieniu tafle wody pokrywają rośliny z rodzaju rzęs wodnych. Najliczniej występującymi roślinami są glony porastające niemal każdy kamień czy zatopioną łódkę.

## Galeria

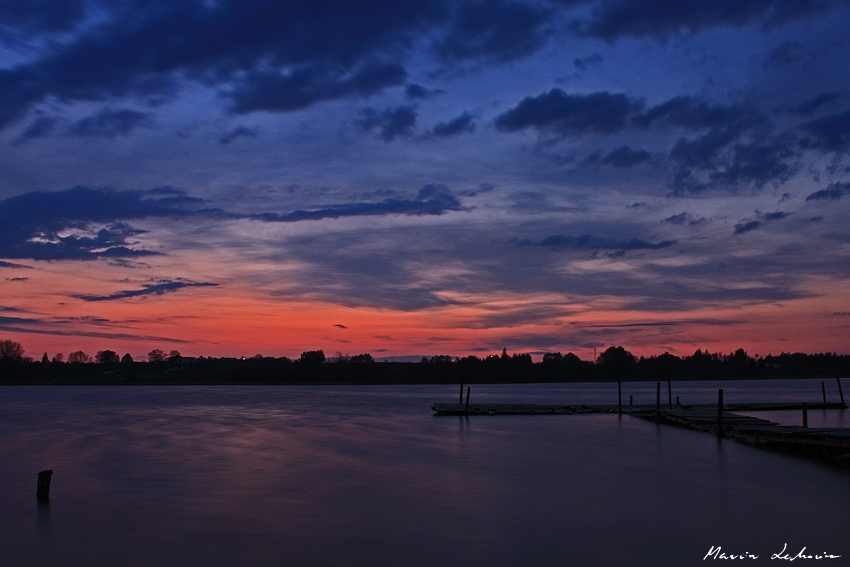
Jezioro Głuszyńskie, po zachodzie słońca Miłachówek
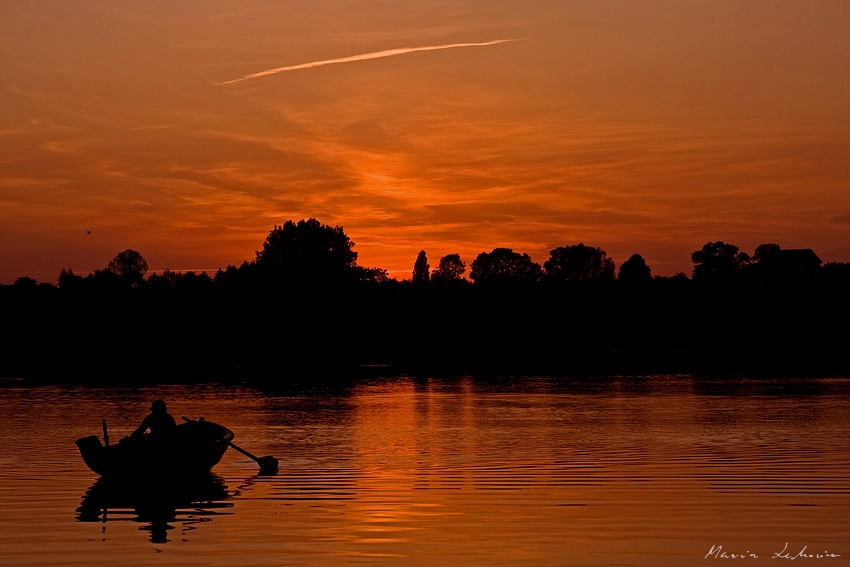
Jezioro Głuszyńskie, zmrok Miłachówek
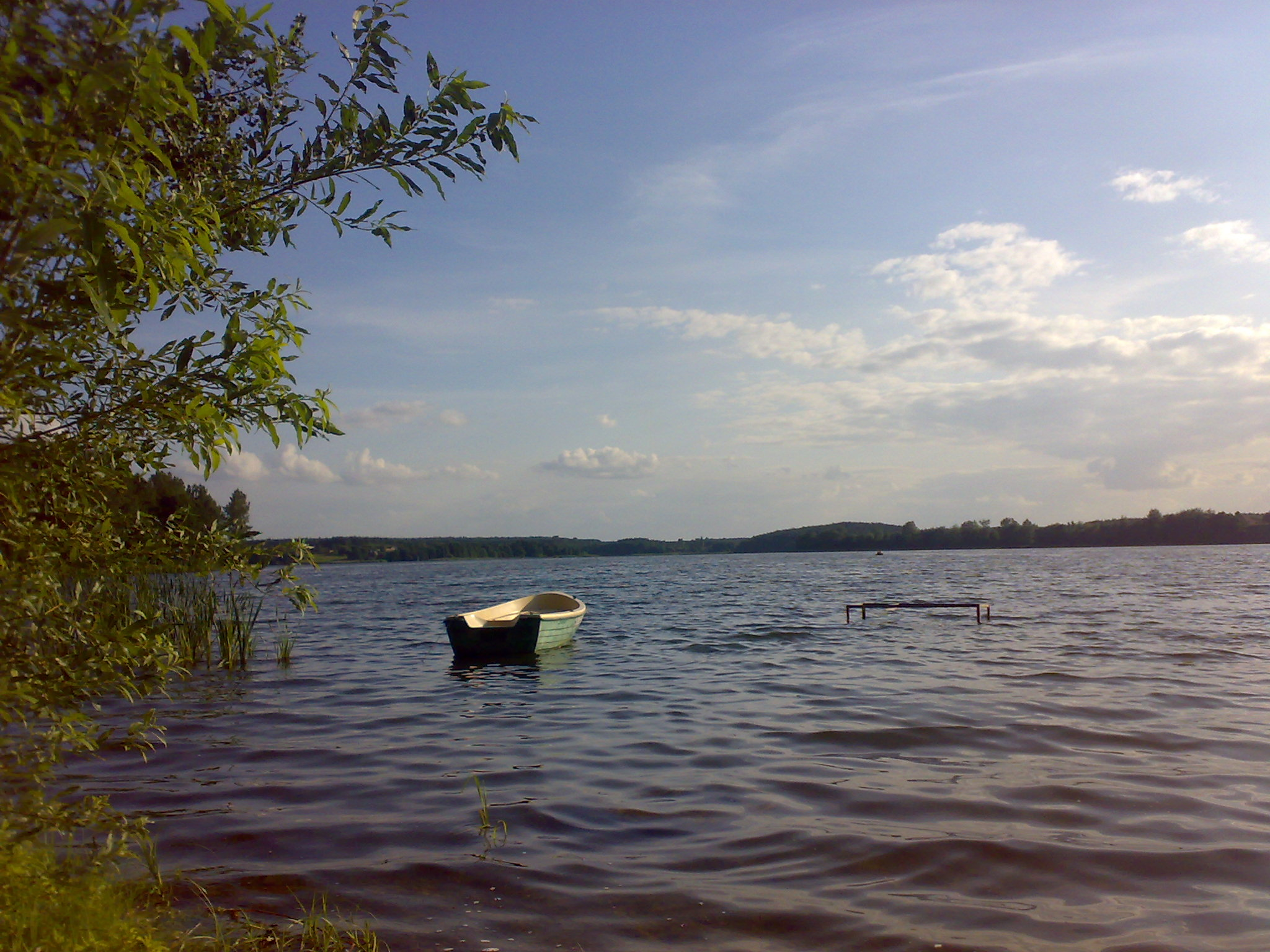
Jezioro Głuszyńskie, Orle
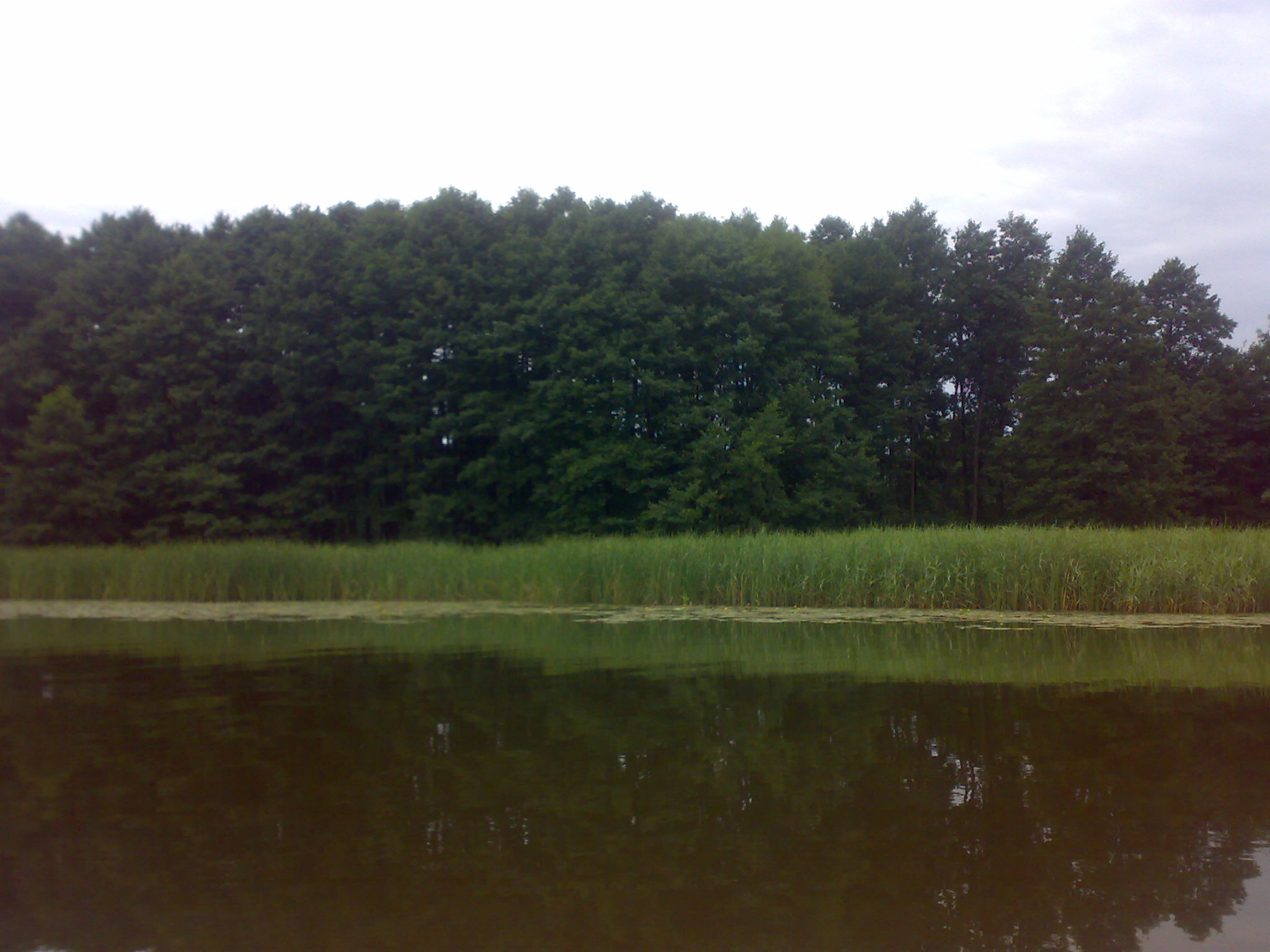
Jezioro Głuszyńskie, przybrzeżne trzciny Orle